# 왕도 (드라마)
《왕도》(王道)는 1991년 대한민국의 방송사 KBS에서 방영된 드라마이며 조선 정조시대 때 절대권력을 누린 홍국영의 일생을 중심으로 한 사극이고 조선일보에 연재한 유현종 원작 《사설 정감록》을 원작으로 했는데 첫 회에서 빠른 템포의 이야기 전개로 관심을 모았음에도 이야기의 큰 줄거리가 분산되는 듯 산만하면서 늘어지는 인상을 풍겨 극적 흥미를 반감시켰다는 지적이 있었다.

## 등장 인물
- 김영철 : 홍국영 역
- 강석우 : 정조 역
- 정영숙 : 혜경궁 홍씨 역
- 김자옥 : 정순왕후 김씨 역
- 이효춘 : 화완옹주 역
- 박순애 : 순지 역
- 신구 : 홍봉한 역
- 임혁 : 홍인한 역
- 김성원 : 영조 역
- 이덕희 : 홍국영의 처 월례 역
- 태민영 : 홍국영의 친구 명섭 역
- 강문영 : 홍국영의 누이동생 홍남이 역
- 김종결 : 김관주 역
- 이정웅
- 이종만 : 무명대사 역
- 선우재덕 : 정후겸 역
- 강민호 : 김귀주 역
- 이대로 : 홍국영의 부 홍낙춘 역
- 안병경
- 양영준 : 서유린 역
- 송재호
- 최정훈 : 김상철 역
- 기정수
- 안대용 : 서명선 역
- 김현주 : 젊은 상궁나인 역
- 정요숙 : 어린 상궁나인 역
- 김효선 : 걸치패 점개 역
- 장학수 : 걸치패 왕초 역
- 이춘식 : 걸치패 패거리 역
- 이두섭 : 걸치패 패거리 역
- 선동혁
- 유동근 : 정여립 역
- 맹호림
- 박용식
- 김해권
- 이한승
- 반문섭
- 안형식 : 홍낙인 역
- 박진성
- 최헌철
- 송종원
- 이한위
- 장정희
- 차두옥
- 유순철
- 황덕재
- 권혁호
- 유태술
- 박승규
- 양형호
- 김소유
- 신수강
- 김지선
- 최윤영
- 박해상
- 홍승일
- 한혜경
- 유가영
- 예명숙
- 김진오
- 김동완
- 김경하
- 이필수
- 이상원
- 신종태
- 서창호
- 윤용덕
- 안동석
- 최현기
- 한연수
- 윤용준
- 최정화
- 이원직

## 참고 사항
- 김영철(홍국영 역)이 궁예 역으로 나온[2] KBS 1TV 태조 왕건은 <왕도>의 담당 PD 김재형씨가 연출자로 낙점되었으나 연기자에게 돈을 받은 혐의로 불구속 기소되어[3] 포기했으며 김재형 PD가 불미스러운 일로 <태조 왕건>에서 하차한 뒤 SBS로 옮겨 처음 연출했던 여인천하는 <왕도>가 그랬던 것처럼[4] 홍국영의 일대기를 다룬[5] MBC 홍국영과 경쟁한 바 있었다.